# Loge Fides Mutua
Loge Fides Mutua is een vrijmetselaarsloge in Zwolle opgericht in 1802, vallende onder het Grootoosten der Nederlanden.

## Geschiedenis
Het verzoek om een constitutiebrief werd op 15 februari 1802 gedaan door R.H. Pielebout, Johs. Möllers, Alb. Velthuys, Franse Schuurink, J. van der Vegte, K. den Boumeester, J.G. Viebahn, E. Voorthuys en Hendrik Aams. De constitutiebrief werd op 5 mei 1802 verleend. De loge werd geïnstalleerd op 27 januari 1803. Op 25 juni 1814 fuseerde de loge met de ook in Zwolle gevestigde Loge ‘Union et Force’, waarmee deze werd opgeheven.

## Naamgeving en onderscheidingskleuren
“Wederzijdse trouw (onder de belofte)”. De naam van verschillende sociëteiten, als Mutua Fides, die van studentensociëteit te Groningen. De oorspronkelijke onderscheidingskleuren waren zwart en wit, maar de loge nam in 1814 de kleuren aan van haar fusiepartner, zijnde lichtblauw en wit.

## Voorzittend Meesters
In onderstaande lijst een overzicht van de Voorzittend Meesters van Loge Fides Mutua gedurende de eerste twee eeuwen van haar bestaan.
| Van  | Tot  | Voorzittend Meester                      |
| ---- | ---- | ---------------------------------------- |
| 1802 | 1806 | J.G. Viebahn                             |
| 1806 | 1810 | J. Stolte                                |
| 1810 | 1814 | Z. Tijl                                  |
| 1814 | 1814 | W.J. Smit                                |
| 1814 | 1817 | Z. Tijl                                  |
| 1817 | 1829 | J. van der Gronden                       |
| 1829 | 1835 | H.A.Z. de Vos van Steenwijk              |
| 1835 | 1840 | mr. J.M. van Rhijn                       |
| 1840 | 1842 | mr. E. Hageman                           |
| 1842 | 1845 | J.C.H. de Gaai Fortman                   |
| 1845 | 1846 | mr. E. Hageman                           |
| 1846 | 1854 | mr. J.M. van Rhijn                       |
| 1854 | 1867 | mr. W.J. Ph. de Lille Hogerwaard         |
| 1867 | 1870 | dr. A.F.H. de Lespinasse                 |
| 1870 | 1872 | mr. W.J. Ph. de Lille Hogerwaard         |
| 1872 | 1904 | mr. Pieter Johannes Gesinus van Diggelen |
| 1904 | 1915 | W. Koch                                  |
| 1915 | 1917 | O. Lofvers                               |
| 1917 | 1925 | J.S. Noordhof                            |
| 1925 | 1953 | Herman Jan Voetelink                     |
| 1953 | 1956 | J. Th. Holshuijsen                       |
| 1956 | 1960 | R. Vos                                   |
| 1960 | 1962 | H.G. Mey                                 |
| 1962 | 1966 | J.G. van Breda                           |
| 1966 | 1969 | P.G. Hollander                           |
| 1969 | 1973 | J.C. Tamse                               |
| 1973 | 1976 | R. Kolle                                 |

## Huisvesting
- Vanaf 1802: in het Hof van Holland in de Luttekestraat
- Vanaf 1811: in het stadswijnhuis in de Sassenstraat naast het stadhuis
- Vanaf 1814: in de Bloemendalstraat nr 13
- Vanaf 1816: in het nieuwe gebouw Odeon
- Vanaf 1845: in de Beurs in de Sassenstraat (hetzelfde als het stadswijnhuis)
- Vanaf 1859: in de Nieuwstraat in het Wapen van Zwolle, naast de Lauwermansgang
- Vanaf 1870: in het gebouw Bloemendalstraat 11 (achterzijde Kromme Jak 7)

Vrijmetselarij · Beginselen · Geschiedenis · Symbolen · Vrijmetselaarsloge · Ordegrondwet · Obediëntie · Regulariteit en irregulariteit · Ritus · Graden · Grootmeester · Gemengde vrijmetselarij · Para-vrijmetselarij · Antivrijmetselarij · Vrijmetselarij in Nederland · Vrijmetselarij in België · Internationale vrijmetselarij
>>> Meer info op Portaal:Vrijmetselarij <<<